# Strick (Rickenbach)
Strick ist ein Ortsteil der Gemeinde Rickenbach im Baden-Württembergischen Landkreis Waldshut.
Der Weiler liegt im Hotzenwald, ca. 2,5 km nordwestlich von Rickenbach. Der Schneckenbach, ein Quellbach der Murg fließt im Westen vorbei. Die Kreisstraße K 6537 verbindet ihn mit Altenschwand und der K 6535.
Der ehemalige Ortsteil von Altenschwand wurde 1973 im Zuge der Gemeindegebietsreform nach Rickenbach eingegliedert.